# Trachypholis okinawensis
Trachypholis okinawensis es una especie de coleóptero de la familia Zopheridae.

## Distribución geográfica
Habita en Japón.